# Vilém Knoll
Vilém Knoll (* 28. července 1977) je český právník a proděkan pro vědu a výzkum právnické fakulty Západočeské univerzity, kde zároveň působí na katedře právních dějin. Proděkanem fakulty se stal v listopadu 2010, když se děkanem fakulty stal profesor Růžička. V této pozici zůstal i poté co se děkanem stal Jan Pauly. V té době musela fakulta čelit hrozbě ztráty akreditace pro magisterský obor Právo a musela posílit svoji vědeckou činnost.
Externě také spolupracuje s právnickou fakultou Univerzity Karlovy a právnickou fakultou Masarykovy univerzity. Mimoto je členem řady odborných společností, jako například Společnost pro historii advokacie či The European Society for History of Law.

## Život
V roce 2000 absolvoval právnickou fakultu Západočeské univerzity a rok později zde získal titul doktora práv. V roce 2006 ukončil postgraduální doktorský studijní program obhájením práce na téma Středověká a raně novověká správa na Chebsku. V roce 2014 se pokusil habilitovat na Filozoficko-přírodovědecké fakultě Slezské univerzity v Opavě (habilitační spis na téma: Bušek z Velhartic a jeho rod: příběh země a regionu), habilitační řízení však bylo 13. 3. 2014 zastaveno. Na své domovské fakultě působí jako odborný asistent a vyučuje předmět České a československé právní dějiny a několik dalších předmětů. Kromě toho působí na několika dalších vysokách školách v České republice. Mimo to také přednáší jako hostující profesor na Fakultě práva a veřejné správy Univerzity Marie Curie-Skłodowské v Lublinu. Monografie a učebnice, na nichž se autorsky podílel, byly publikovány jak v Česku, tak i v zahraničí.
Vedle pedagogické činnosti se též jako advokátní koncipient věnuje i výkonu advokacie.

## Vybrané publikace
- Výuka právních dějin a římského práva na Fakultě právnické Západočeské univerzity v Plzni. Papiernička, 2001
- České právní dějiny. 1. vyd. Plzeň : Aleš Čeněk, 2008 (spolu s Karlem Schelle a Ladislavem Vojáčkem)
- Panská sídla západních Čech - Karlovarsko. České Budějovice: Veduta, 2009. (spoluautoři Tomáš Karel a Luděk Krčmář)
- Páni z Velhartic: měli duši zvláštní - trochu drsná zdála se... Praha: Nakladatelství Lidové noviny, 2015.